# 格奥尔基·达米扬诺夫

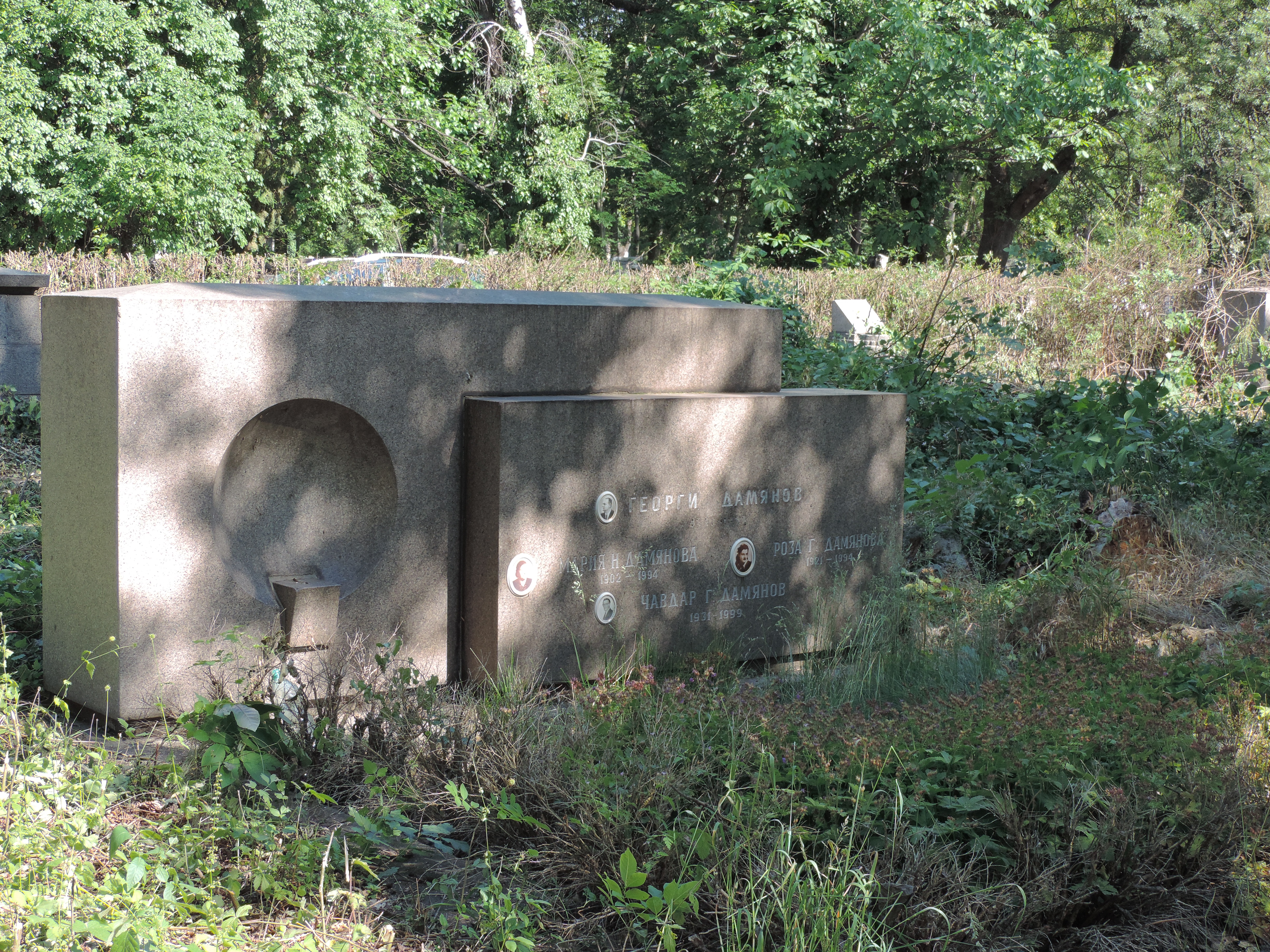

格奥尔基·佩尔瓦诺夫·达米扬诺夫（1892年9月23日—1958年11月27日），保加利亚人民共和国党务和国务活动家。

## 生平
1892年9月23日出生于贝尔考维查县的贫农家庭。他在中学时就积极参加了社会主义青年运动。1912年加入保加利亚社会民主工党（紧密派社会主义者）。
第一次世界大战期间被征入伍，曾受重伤。战后领导家乡劳动农民斗争，1919年参与保加利亚共产党的成立。1923年领导了九月起义，任洛普什纳区起义军纵队指挥员，失败后流亡南斯拉夫。1924年秘密回国，继续进行党组织工作。曾两度被当局缺席判处死刑。1925年再次流亡国外。
1925年至1929年在苏联伏龙芝军事学院学习。1935年秘密回国，入选保共中央委员。1937年返回苏联，参加保共中央国外局和共产国际的工作。1944年9月9日保加利亚解放后回国。1945年入选党中央政治局委员，1946年至1950年任国防部长，1950年5月至1958年11月任国民议会主席团主席，此后连选连任。1958年11月28日12时30分遽然逝世。

## 荣誉
- 社会主义劳动英雄（1957年）
- 格奥尔基·季米特洛夫勋章（1957年）
- 列宁勋章（1958年）[4]

## 纪念
皮尔多普—兹拉蒂卡新建的炼铜联合企业命名为格·达米扬诺夫联合企业；达米扬诺夫的故乡——米哈伊洛夫格勒县洛普什纳村，改名为格奧爾基·達米揚諾夫村；米哈伊洛夫格勒市第二中学也以格·达米扬诺夫的名字命名；瓦尔纳市建有格·达米扬诺夫半身纪念雕像。
1958年11月28日，保加利亚所有机关、团体、学校、企业都下半旗志哀。	1958年11月30日，中华人民共和国各省、自治区、直辖市人民委员会和各市人民委员会所在地的机关、部队、厂矿、企业、学校和人民团体下半旗一日志哀。